# نوخانی
نوخانی (به ترکی آذربایجانی: Novxanı) یک منطقهٔ مسکونی در جمهوری آذربایجان است که در شهرستان آب‌شوران واقع شده‌است. نوخانی ۴٬۴۶۸ نفر جمعیت دارد. نام نوخانی به آذری باستان و به معنی چشمه نو است.

## نگارخانه

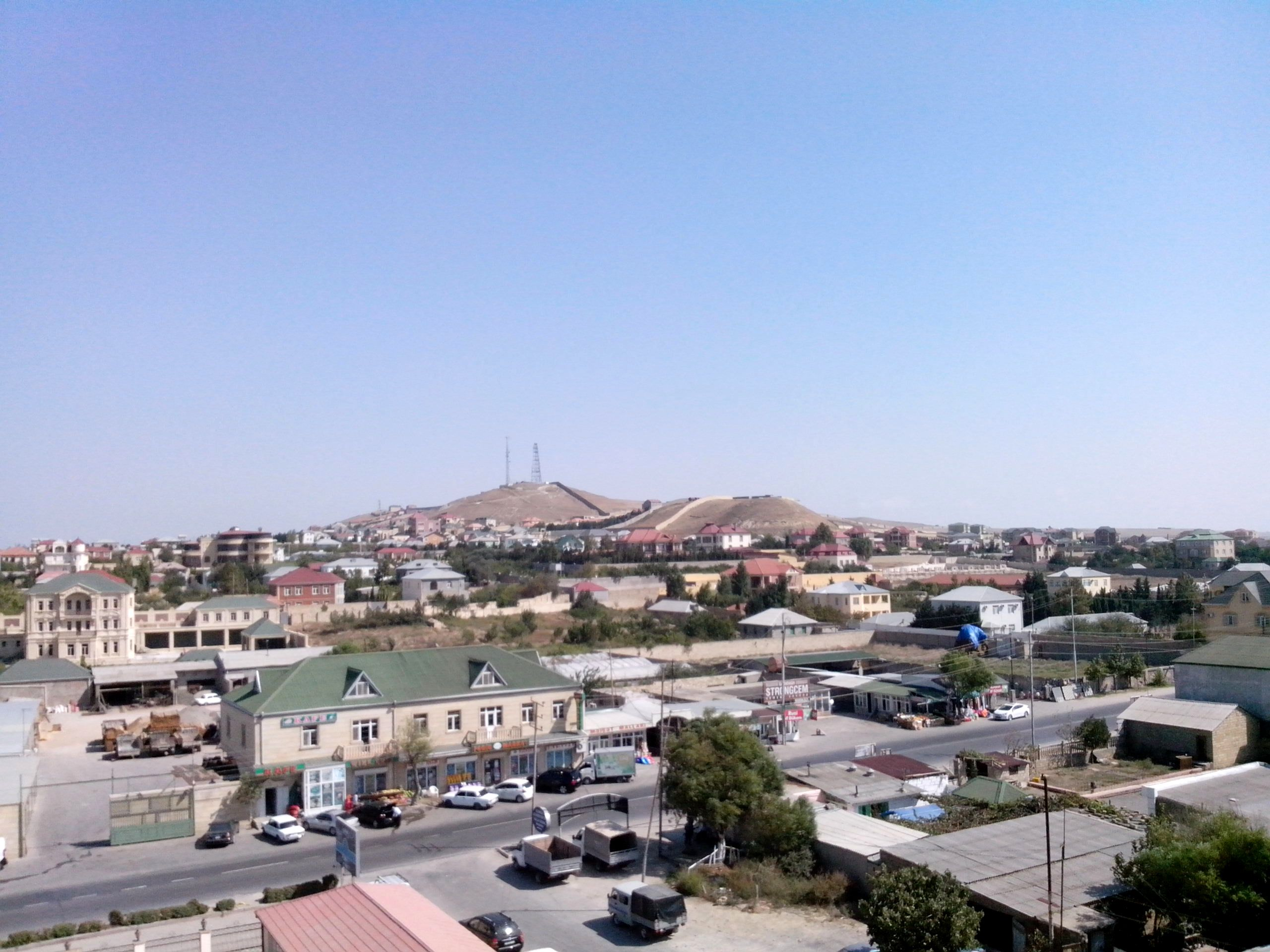
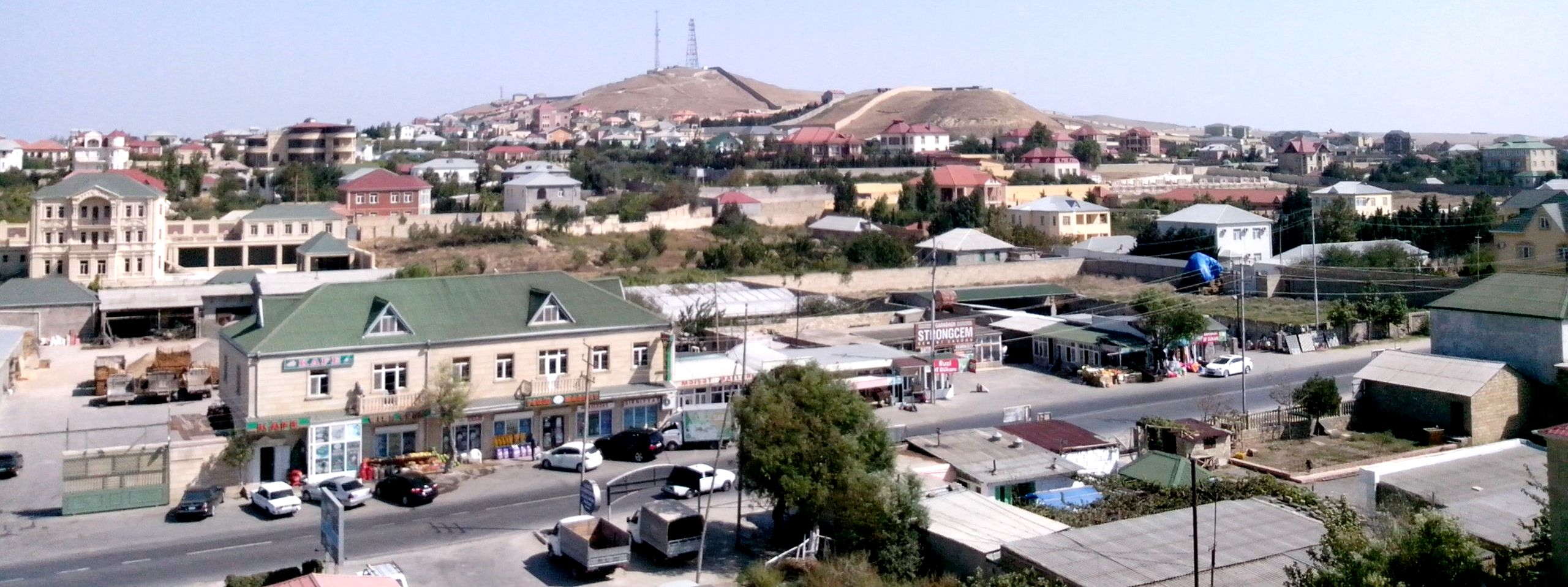
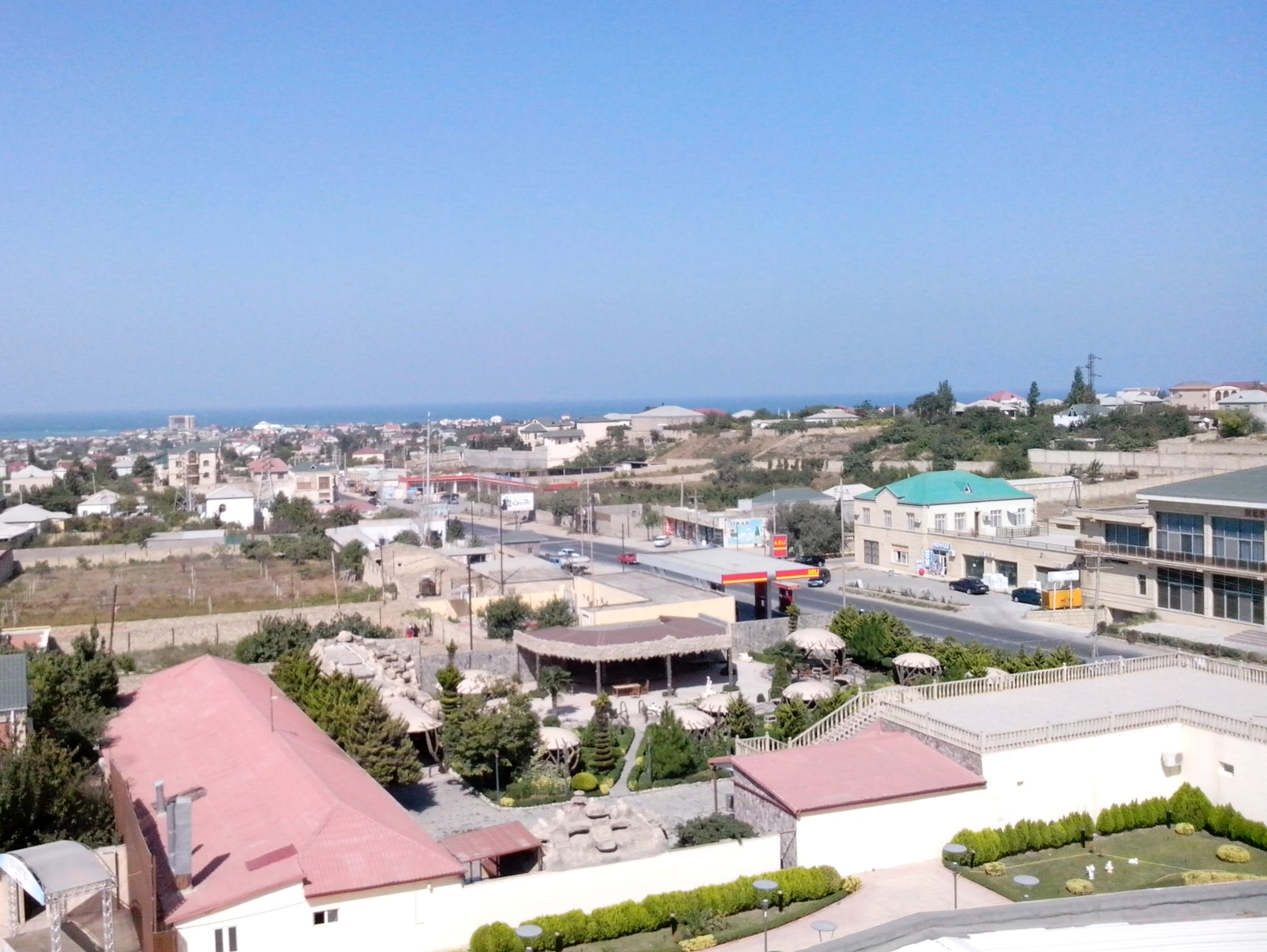